# Waverly (Wirginia Zachodnia)
Waverly – jednostka osadnicza w Stanach Zjednoczonych, w stanie Wirginia Zachodnia, w hrabstwie Wood.